# 豔紅捲管螺
豔紅捲管螺（学名：Lienardia rubicunda）为捲管螺科細切嘴螺屬下的一个种。